# Unterseeboot 470
L'Unterseeboot 470 ou U-470 est un sous-marin allemand (U-Boot) de type VIIC utilisé par la Kriegsmarine pendant la Seconde Guerre mondiale.
Le sous-marin fut commandé le 20 janvier 1941 à Kiel (Deutsche Werke), sa quille fut posée le 11 octobre 1941, il fut lancé le 8 août 1942 et mis en service le 7 janvier 1943, sous le commandement de l'Oberleutnant zur See Günther-Paul Grave.
L'U-470 n'a ni endommagé ni coulé de navire au cours de son unique patrouille (23 jours en mer).  
Il fut coulé par l'aviation britannique au milieu de l'Atlantique en octobre 1943.

## Conception
Unterseeboot type VII, l'U-470 avait un déplacement de 769 tonnes en surface et 871 tonnes en plongée. Il avait une longueur totale de 67,10 m, un maître-bau de 6,20 m, une hauteur de 9,60 m et un tirant d'eau de 4,74 m. Le sous-marin était propulsé par deux hélices de 1,23 m, deux moteurs diesel Germaniawerft M6V 40/46 de 6 cylindres en ligne de 1 400 cv à 470 tr/min, produisant un total de 2 060 à 2 350 kW en surface et de deux moteurs électriques Siemens-Schuckert GU 343/38-8 de 375 cv à 295 tr/min, produisant un total 550 kW, en plongée. Le sous-marin avait une vitesse en surface de 17,7 nœuds (32,8 km/h) et une vitesse de 7,6 nœuds (14,1 km/h) en plongée. Immergé, il avait un rayon d'action de 80 milles marins (150 km) à 4 nœuds (7,4 km/h; 4,6 milles par heure) et pouvait atteindre une profondeur de 230 m. En surface son rayon d'action était de 8 500 milles nautiques (soit 15 700 km) à 10 nœuds (19 km/h).
L'U-470 était équipé de cinq tubes lance-torpilles de 53,3 cm (quatre montés à l'avant et un à l'arrière) qui contenait quatorze torpilles. Il était équipé d'un canon de 8,8 cm SK C/35 (220 coups) et d'un canon antiaérien de 20 mm Flak. Il pouvait transporter 26 mines TMA ou 39 mines TMB. Son équipage comprenait 4 officiers et 40 à 56 sous-mariniers.

## Historique
Il effectue sa période d'entraînement initial dans la 5. Unterseebootsflottille jusqu'au 30 juin 1943, puis il rejoint son unité de combat dans la 11. Unterseebootsflottille.
Sa première et unique patrouille du 28 septembre au 16 octobre 1943 se déroule dans l'Atlantique Nord. Après un passage autour des Îles britanniques, l'U-470 rejoint l'U-844 et l'U-964 pour former le groupe  Schlieffen. Le 15 octobre, le groupe attaque le convoi ON-206 dans la Manche. Le lendemain, les submersibles sont repérés par un avion de patrouille, qui communique leurs positions par radio. Peu après, le trio est attaqué par des B-24 Liberator du 59e et du 120e escadron de la RAF. Les U-Boote se défendent en surface avec l'artillerie antiaérienne plutôt que de plonger, réduisant ainsi le risque de couler par des charges de profondeurs.
Longtemps les Liberators continuent leurs attaques, sans relâche. Des trois avions britanniques, l'un est totalement détruit, sans survivant, un autre est endommagé avec deux aviateurs tués. Du côté des U-Boote, les pertes sont lourdes : les trois coulent.
L'U-470 sombre à la position 58° 20′ N, 29° 20′ O. L'avion signale quinze survivants ; lorsque les navires alliés parviennent au lieu du naufrage, ils en repêchent deux.
46 des 48 membres d'équipage meurent donc dans cette attaque.

## Affectations
- 5. Unterseebootsflottille du 7 janvier 1943 au 30 juin 1943 (Période de formation).
- 11. Unterseebootsflottille du 1er juillet 1943 au 16 octobre 1943 (Unité combattante).

## Commandement
- Oberleutnant zur See Günther-Paul Grave du 7 janvier 1943 au 16 octobre 1943.

## Patrouilles
|       | Commandant               | Départ            | Départ | Arrivée           | Arrivée | Jours    | Succès |
| ----- | ------------------------ | ----------------- | ------ | ----------------- | ------- | -------- | ------ |
|       | Oblt. Günther-Paul Grave | 9 septembre 1943  | Kiel   | 12 septembre 1943 | Bergen  | 4 jours  |        |
| 1     | Oblt. Günther-Paul Grave | 28 septembre 1943 | Bergen | 16 octobre 1943   | Coulé   | 19 jours |        |
| Total | Total                    | Total             | Total  | Total             | Total   | 23 jours | 0 t    |

Note : Oblt. = Oberleutnant zur See

### Opérations Wolfpack
L'U-470 opéra avec les Wolfpacks (meute de loups) durant sa carrière opérationnelle.
- Schlieffen (14-16 octobre 1943)